# Angul (Odisha)
Angul es una ciudad y  municipio situada en el distrito de Angul en el estado de Odisha (India). Su población es de 43795 habitantes (2011). Se encuentra a 109 km de Bhubaneswar y a 103 km de Cuttack.

## Demografía
Según el censo de 2011 la población de Angul era de 43795 habitantes, de los cuales 23474 eran hombres y 20321 eran mujeres. Angul tiene una tasa media de alfabetización del 91,35%, superior a la media estatal del 72,87%: la alfabetización masculina es del 94,40%, y la alfabetización femenina del 87,83%.

## Clima
| Parámetros climáticos promedio de Angul (1981–2010, extremes 1906–2012) | Parámetros climáticos promedio de Angul (1981–2010, extremes 1906–2012) | Parámetros climáticos promedio de Angul (1981–2010, extremes 1906–2012) | Parámetros climáticos promedio de Angul (1981–2010, extremes 1906–2012) | Parámetros climáticos promedio de Angul (1981–2010, extremes 1906–2012) | Parámetros climáticos promedio de Angul (1981–2010, extremes 1906–2012) | Parámetros climáticos promedio de Angul (1981–2010, extremes 1906–2012) | Parámetros climáticos promedio de Angul (1981–2010, extremes 1906–2012) | Parámetros climáticos promedio de Angul (1981–2010, extremes 1906–2012) | Parámetros climáticos promedio de Angul (1981–2010, extremes 1906–2012) | Parámetros climáticos promedio de Angul (1981–2010, extremes 1906–2012) | Parámetros climáticos promedio de Angul (1981–2010, extremes 1906–2012) | Parámetros climáticos promedio de Angul (1981–2010, extremes 1906–2012) | Parámetros climáticos promedio de Angul (1981–2010, extremes 1906–2012) |
| Mes                                                                     | Ene.                                                                    | Feb.                                                                    | Mar.                                                                    | Abr.                                                                    | May.                                                                    | Jun.                                                                    | Jul.                                                                    | Ago.                                                                    | Sep.                                                                    | Oct.                                                                    | Nov.                                                                    | Dic.                                                                    | Anual                                                                   |
| ----------------------------------------------------------------------- | ----------------------------------------------------------------------- | ----------------------------------------------------------------------- | ----------------------------------------------------------------------- | ----------------------------------------------------------------------- | ----------------------------------------------------------------------- | ----------------------------------------------------------------------- | ----------------------------------------------------------------------- | ----------------------------------------------------------------------- | ----------------------------------------------------------------------- | ----------------------------------------------------------------------- | ----------------------------------------------------------------------- | ----------------------------------------------------------------------- | ----------------------------------------------------------------------- |
| Temp. máx. abs. (°C)                                                    | 36.7                                                                    | 42.1                                                                    | 43.1                                                                    | 46.1                                                                    | 47.2                                                                    | 47.2                                                                    | 41.1                                                                    | 38.1                                                                    | 38.1                                                                    | 37.7                                                                    | 35.3                                                                    | 33.3                                                                    | 47.2                                                                    |
| Temp. máx. media (°C)                                                   | 28.7                                                                    | 32.0                                                                    | 36.1                                                                    | 39.6                                                                    | 39.9                                                                    | 36.7                                                                    | 32.7                                                                    | 31.8                                                                    | 32.4                                                                    | 32.7                                                                    | 30.6                                                                    | 28.6                                                                    | 33.5                                                                    |
| Temp. mín. media (°C)                                                   | 14.2                                                                    | 16.8                                                                    | 19.9                                                                    | 24.2                                                                    | 25.5                                                                    | 25.1                                                                    | 24.0                                                                    | 23.6                                                                    | 23.5                                                                    | 21.4                                                                    | 17.4                                                                    | 13.8                                                                    | 20.8                                                                    |
| Temp. mín. abs. (°C)                                                    | 5.5                                                                     | 7.2                                                                     | 10.2                                                                    | 14.4                                                                    | 15.6                                                                    | 17.4                                                                    | 16.0                                                                    | 14.3                                                                    | 12.8                                                                    | 12.0                                                                    | 5.6                                                                     | 3.5                                                                     | 3.5                                                                     |
| Lluvias (mm)                                                            | 8.5                                                                     | 16.0                                                                    | 28.4                                                                    | 35.4                                                                    | 81.8                                                                    | 194.6                                                                   | 282.6                                                                   | 303.5                                                                   | 205.4                                                                   | 93.4                                                                    | 23.4                                                                    | 4.6                                                                     | 1277.5                                                                  |
| Días de lluvias (≥ 1 mm)                                                | 0.7                                                                     | 1.1                                                                     | 1.7                                                                     | 2.3                                                                     | 4.1                                                                     | 8.6                                                                     | 12.2                                                                    | 13.0                                                                    | 10.6                                                                    | 4.8                                                                     | 1.1                                                                     | 0.2                                                                     | 60.4                                                                    |
| Humedad relativa (%)                                                    | 55                                                                      | 49                                                                      | 47                                                                      | 45                                                                      | 48                                                                      | 63                                                                      | 74                                                                      | 77                                                                      | 76                                                                      | 67                                                                      | 59                                                                      | 57                                                                      | 60                                                                      |
| Fuente: India Meteorological Department                                 |                                                                         |                                                                         |                                                                         |                                                                         |                                                                         |                                                                         |                                                                         |                                                                         |                                                                         |                                                                         |                                                                         |                                                                         |                                                                         |